# Everybody Cha Cha
Everybody Cha Cha (englisch für „Tanzt alle Cha-Cha-Cha“) ist ein Lied der deutschen Popband Cecil Jonni Lauro. Das Stück ist die Debütsingle des Trios.

## Entstehung und Artwork
Everybody Cha Cha wurde von den beiden Bandmitgliedern und Brüdern Cecil und Jonni Remmler, gemeinsam mit ihrem Vater Stephan Remmler sowie von Anna Lia Bright geschrieben. Die Produktion erfolgte durch die Zusammenarbeit von Cecil und seinem Vater, als Koproduzenten beziehungsweise Programmierer standen ihnen die Dänen Morten Erikson und John Foomsgaard zur Seite. Daneben fungierte der Däne Kjeld Wennick als ausführender Produzent. Stephan Remmler war darüber hinaus eigens für die Tonaufnahmen verantwortlich. Des Weiteren war er gemeinsam mit allen drei Söhnen (Cecil, Jonni und Lauro) für das Arrangement verantwortlich. Das Mastering wurde durch das Hamburger Unternehmen Master & Servant getätigt.
Auf dem Frontcover der Maxi-Single sind lediglich – neben Künstlernamen und Liedtitel – die drei Bandmitglieder, posierend, an einem Strand zu sehen. Die Fotografie entstammt vom Berliner Fotografen Jörg Grosse, das Artwork stammt von NEXT Berlin.

## Veröffentlichung und Promotion
Die Erstveröffentlichung von Everybody Cha Cha erfolgte am 7. Juli 2003. Die Veröffentlichung erfolgte als Maxi-Single mit sechs Titeln durch das Musiklabel Warner Strategic Marketing, der Vertrieb erfolgte durch Warner Music Publishing. Verlegt wurde das Lied durch EMI Music Publishing und Hilaster Bavilario Music. Die Maxi-Single beinhaltet neben drei Remixversionen die Titel 59ler Inflaor und Baby Be Nice to Me (CPH Rmx) als B-Seiten. Neben der herkömmlichen Single wurde auch eine Promo-Single, die ohne die B-Seite Baby Be Nice to Me (CPH Rmx) auskommt, veröffentlicht.
Um das Lied zu bewerben, erfolgten unter anderem Liveauftritte bei der VIVA-Show Interaktiv, in der deutschen Ausgabe der RTL-Show Top of the Pops, im ZDF-Fernsehgarten sowie der Aktuellen Schaubude des Norddeutschen Rundfunks.

## Inhalt
Der Liedtext zu Everybody Cha Cha ist in englischer und spanischer Sprache verfasst. Der Titel bedeutet ins Deutsche übersetzt so viel wie „Tanzt alle Cha-Cha-Cha“. Die Musik wurde von Cecil Remmler, Jonni Remmler und Stephan Remmler komponiert. Der Text wurde von allen Komponisten sowie von Anna Lia Bright geschrieben. Musikalisch bewegt sich das Lied im Bereich des Hip-Hops und der Popmusik. Inhaltlich ist das Stück ein Appell zum Tanzen.
Aufgebaut ist das Lied auf zwei Strophen, einem Refrain sowie einer Bridge. Das Lied beginnt mit der ersten Strophe, die zunächst auf Englisch beginnt und auf Spanisch endet. Auf die erste Strophe folgt zunächst ein sogenannter Pre-Chorus in Spanisch, ehe der eigentliche Refrain auf Englisch folgt. Dieser setzt sich zum größten Teil nur aus den sich wiederholenden Zeilen „Everybody cha cha shake shake“ und „Everybody cha cha cha alright“ zusammen. Der gleiche Vorgang wiederholt sich mit der zweiten Strophe. Nach dem zweiten Refrain erfolgt eine spanische Bridge, ehe das Stück mit dem dritten Refrain endet.

## Musikvideo
Das Musikvideo zu Everybody Cha Cha feierte im Sommer 2003 seine Premiere. Es zeigt die drei Bandmitglieder, wie sie das Lied auf einer Dachterrasse aufführen. Ihr Auftritt wird im Fernsehen und Radio übertragen und schallt durch sämtliche Lautsprecher einer Stadt. Alle Zuhörer beginnen zu dem Lied zu tanzen. Gegen Ende des Liedes tanzen alle den gleichen Tanz dazu. Die Gesamtlänge des Videos beträgt 3:33 Minuten. Regie führte der deutsche Regisseur Oliver Sommer.

## Mitwirkende
| Liedproduktion - Anna Lia Bright: Liedtexter - Morten Erikson: Koproduzent, Koprogrammierer - John Foomsgaard: Koproduzent, Koprogrammierer - Cecil Remmler: Arrangement, Gesang, Komponist, Liedtexter, Musikproduzent - Jonni Remmler: Arrangement, Gesang, Komponist, Liedtexter - Lauro Remmler: Arrangement, Gesang - Stephan Remmler: Arrangement, Komponist, Liedtexter, Musikproduzent, Programmierung, Tonmeister - Kjeld Wennick: Ausführender Produzent Musikvideo - Eddi Bachmann: Kameramann - Matthias Schendel: Stuntman - Oliver Sommer: Regisseur - Constantin von Zitzewitz: Visueller Effekt | Artwork (Cover) - Jörg Grosse: Fotograf Unternehmen - AVA Studios: Filmproduzent (Musikvideo) - EMI Music Publishing: Verlag - Hilaster Bavilario Music: Verlag - Master & Servant: Mastering - NEXT Berlin: Artwork (Cover) - Warner Music Publishing: Vertrieb - Warner Strategic Marketing: Musiklabel |

## Charts und Chartplatzierungen
Everybody Cha Cha erreichte in Deutschland Position 28 der Singlecharts uns konnte sich insgesamt zehn Wochen in den Top 100 platzieren. In Österreich erreichte die Single in neun Chartwochen mit Position 20 seine höchste Chartnotierung, in der Schweiz mit Position 39 in sechs Chartwochen. Für die Band ist es in allen drei Ländern der erste Charterfolg, in Österreich und der Schweiz war es zugleich der Einzige. In Deutschland schaffte es auch die Nachfolge-Single Buckle Up ’n’ Chuggeluck in die Charts, allerdings nicht so kommerziell erfolgreich wie diese hier (Höchstplatzierung: 66, Chartwochen: 2).
Mit Ausnahme von Stephan Remmler erreichten alle weiteren Autoren und Produzenten hiermit erstmals die Singlecharts aller D-A-CH-Staaten. Remmler erreichte in seiner Autorentätigkeit mit Everybody Cha Cha zum 14. Mal die deutschen Singlecharts sowie zum elften Mal in Österreich und zum achten Mal die Charts in der Schweiz. Als Produzent ist es sein sechster Charterfolg in Deutschland sowie der fünfte in Österreich und der dritte nach Keine Sterne in Athen (3-4-5 × in 1 Monat) (Stephan Remmler) und Alles hat ein Ende nur die Wurst hat zwei (Krause & Ruth) (Stephan Remmler) in der Schweiz.